# استیون کارپنتر
استیون کارپنتر (به انگلیسی: Stephen Carpenter) معروف به استیف (زاده ۳ اوت ۱۹۷۰) یکی از بنیان‌گذاران و لید گیتاریست گروه آلترنتیو متال آمریکایی دفتونز می‌باشد.
از اواخر دهه ۹۰ میلادی استفن شروع به استفاده از گیتار ۷ سیم کرد. از سال ۲۰۱۰ به بعد نیز، او از گیتار ۸ سیم استفاده می‌کند.